# Isaiah Miles
Isaiah Miles (Baltimore, Maryland, 9 de junio de 1994) es un jugador de baloncesto estadounidense que actualmente juega en el Hapoel Tel Aviv B.C.  de la Ligat ha'Al de Israel. Con 2,01 metros de estatura, juega en la posición de alero.

## Trayectoria deportiva

### Universidad
Jugó durante cuatro temporadas con los Hawks de la Universidad de San José, en las que promedió 10,3 puntos y 4,7 rebotes por partido. En su última temporada fue elegido como jugador más mejorado de la Atlantic Ten Conference, tras pasar de promediar 10,7 puntos y 5,1 rebotes a 18,1 y 8,1, siendo además incluido en el segundo mejor quinteto de la conferencia. También fue incluido en el mejor quinteto de la Philadelphia Big 5.

### Profesional
Tras no ser elegido en el Draft de la NBA de 2016, fue invitado por los Dallas Mavericks para disputar las Ligas de Verano de la NBA. Disputó cinco partidos, en los que promedió 3,2 puntos y 2,6 rebotes.
En el mes de julio firmó su primer contrato profesional con el JDA Dijon de la Pro A francesa.
Tras pasar por el Uşak Sportif turco, en julio de 2018 firmó contrato con el Limoges CSP francés.
En febrero de 2020 se unió al Cholet Basket, haciendo así su regreso a la Pro A francesa. Sin embargo no tuvo oportunidad de jugar en el equipo. 
El 20 de agosto de 2021, firma por el Promitheas Patras B.C. de la A1 Ethniki.
En abril de 2024 fue contratado por el Hapoel Tel Aviv B.C.  de la Ligat ha'Al de Israel.